# Televisión Educativa Israelí
La Televisión Educativa Israelí, también conocida como IETV, (en inglés: Israeli Educational Television, en hebreo: הטלוויזיה החינוכית הישראלית , HaŦelevizia HaKhinuchít HaIsraelit o simplemente חינוכית - Hinuchit) era un canal televisivo israelí dedicado a la producción de programas educativos para niños. Establecido en 1965 como un proyecto conjunto del Ministerio de Educación de Israel y la Fundación Rothschild, IETV fue la primera estación de televisión en Israel.

## Historia
En aquellos tiempos, el gobierno israelí era reacio a introducir transmisiones de televisión alegando que conduciría a la decadencia cultural. Sin embargo, se aprobaron transmisiones limitadas como herramienta de instrucción.
La primera transmisión (la cual fue la primera transmisión de televisión en Israel) tuvo lugar el 24 de marzo de 1966. Levi Eshkol, el primer ministro israelí, presionó un botón simbólico para marcar el comienzo de la transmisión. Lord Jacob Rothschild pronunció un discurso en nombre del Fondo Rothschild. El entonces llamado Instructional Television Trust (Fondo de Televisión Instruccional) abrió su transmisión regular con transmisiones televisadas de clases de matemáticas, biología e inglés. Entre principios de la década de 1970 y principios de la década de 1990, se conocía como el Instructional Television Centre (Centro de Televisión Instruccional).
Dentro de su primer año de existencia, el IETV expandió su infraestructura y comenzó a transmitir en todo el país. El 2 de mayo de 1968, comenzó a compartir su canal con el canal público general recién establecido de IBA. Las dos organizaciones compartirían un solo canal durante muchos años, siendo el único canal de televisión israelí hasta fines de la década de 1980, cuando comenzaron las transmisiones experimentales del Canal 2 israelí. El 6 de junio de 1995, IETV lanzó otro nuevo canal dedicado las 24 horas, los 7 días de la semana, "Educational 23", que funcionaba exclusivamente en televisión por cable y, a partir de 2001, también en YES, la única plataforma DTH de Israel (televisión por satélite de pago).
La estación se ha mantenido como una unidad autónoma del Ministerio de Educación, transmitiendo alrededor más de 200 horas de programación cada semana.
En diciembre de 2013, el canal se renombró como Educational (Hinuchit en hebreo), y se centró en un nuevo horario de programación infantil y educativa a partir de las 5:00 a. m., así como en un horario educativo para adultos a partir de las 8:00 p. m. El canal también ha subido sus programas a su canal oficial de YouTube incluso antes de su transmisión por televisión.
Tras una reforma en la transmisión pública iniciada por el gobierno y aprobada por la Knesset en el verano de 2014, la Autoridad de Radiodifusión israelí fue reemplazada en 2017 por la Corporación de Radiodifusión Israelí (también conocida como KAN).
El 14 de agosto de 2018, IETV cesó transmisiones y ha sido reemplazada por un nuevo canal para niños y jóvenes llamado Kan Educational o Kan Hinuchit, una parte de la Corporación de Radiodifusión Pública de Israel.